# Alexander-Zinn-Preis (Journalistenpreis)
Der Alexander-Zinn-Preis für Journalisten wurde durch die Freie und Hansestadt Hamburg 1965 gestiftet. Der mit 8.000 € ausgestatteten Journalistenpreis wird alle drei Jahre vergeben. Der Namensgeber war Gründer und erster Leiter der 1922 gegründeten Staatlichen Pressestelle in Hamburg. Die Stadt verleiht den Preis an Journalisten, die sich durch herausragende und zukunftsweisende Beiträge um das öffentliche Wohl Hamburgs verdient gemacht haben.

## Preisträger
- 1966: Josef Müller-Marein[2], Journalist, Schriftsteller, Chefredakteur der Wochenzeitung Die Zeit
- 1969: Erich Lüth[3], Publizist, Direktor der Staatlichen Pressestelle Hamburg
- 1973: Axel Eggebrecht[4], Journalist, Schriftsteller, Abteilungsleiter im Nordwestdeutschen Rundfunk (NWDR)
- 1979: Fritz Sänger[5], Journalist, Politiker, erster Geschäftsführer der Deutschen Presse-Agentur (DPA)
- 1981: Luc Jochimsen[6], Soziologin, Fernsehjournalistin und Politikerin
- 1988: Manfred Eichel[7], Kultur- und Fernsehjournalist, Hochschullehrer, Chef des ZDF-Kulturmagazins „aspekte“
- 1992: Jürgen Serke[8], Journalist und Schriftsteller
- 1996: Fritz Peyer, Theaterfotograf, Fotojournalist
- 1999: Erika Krauß[9], Pressefotografin, Bildjournalistin
- 2003: Michael Batz[10], Autor, Dramaturg, Regisseur und Lichtkünstler